# Großblütiger Stechapfel
Der Großblütige Stechapfel (Datura inoxia, auch als innoxia geschrieben, vgl. unten) ist eine Pflanzenart aus der Gattung der Stechäpfel (Datura) in der Familie der Nachtschattengewächse (Solanaceae).
Volkstümlich wird die Pflanze dewils weed, moonflower, jimson weed (wie auch Datura stramonium), jamestown weed oder sacred datura (wie auch Datura wrightii) genannt.

## Beschreibung
Der Großblütige Stechapfel ist eine meist 50 bis 100, in Extremfällen 30 bis 200 cm hoch werdende, meist reich verzweigte, krautige, behaarte Pflanze. Die oberirdischen Triebe sind einjährig, der Wurzelstock kann überwintern. Die etwa 7 bis 14 cm lang gestielten Laubblätter besitzen eine Blattspreite, die 5 bis 16 cm lang und 3,5 bis 11 cm breit ist. Sie ist eiförmig, am Grund asymmetrisch gestutzt abgerundet, bis keilförmig, und ganzrandig oder mit seicht buchtigem bis gewelltem Blattrand. Die Art ist von den ähnlichen und nahe verwandten Arten Datura wrightii und Datura lanosa in erster Linie an der Behaarung (Indument) unterscheidbar. Die Unterseite der Blätter unter Einschluss des Blattstiels ist bei der Art abstehend weich drüsig behaart, besonders entlang der Blattnerven.
Der Kelch ist 60 bis 95 mm lang; die Kelchzähne sind 11 bis 25 mm lang, ungleich groß, linealisch-dreieckig und spitz. Die Blütenkrone ist meist 15 bis 17, in Extremfällen 11 bis 19 cm lang, sie ist trichterförmig mit langer Röhre und am Ende ausgebreitet, am Rand mit fünf normalen und fünf zusätzlichen kleinen Zwischenzipfeln (diese ohne Adern), daher insgesamt mit zehn dreieckig-zahnartigen Zipfeln. Sie ist weiß gefärbt, manchmal mit einer blassvioletten Tönung. Die Blüten sind merklich größer als diejenigen des Gewöhnlichen Stechapfels.
Die Früchte sind eiförmige Kapseln, deren Durchmesser 5,5 bis 6,5 cm beträgt. Sie sind reif hängend und springen bei Samenreife unregelmäßig auf, d. h. die zwei bis vier Klappen zerfallen in unregelmäßig geformte Bruchstücke. Sie sind weiß behaart und mit zahlreichen langen dünnen Stacheln besetzt, die untereinander etwa gleiche Länge besitzen. Die Stachel sind etwa 10 mm lang, und damit weniger als halb so lang wie die Kapselbreite. Die etwa 4,5 bis 5 mm langen, abgeflachten Samen sind im Umriss D-förmig, sie sind braun bis graubraun gefärbt mit netzförmiger Oberfläche mit drei Längsrippen.
Die Chromosomenzahl beträgt 2n = 24.

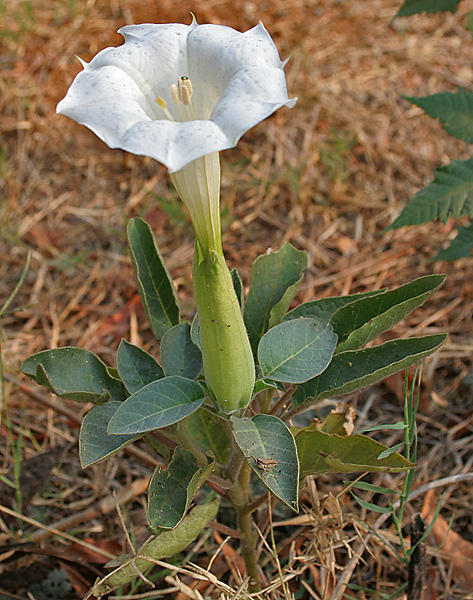
Großblütiger Stechapfel (Datura inoxia)

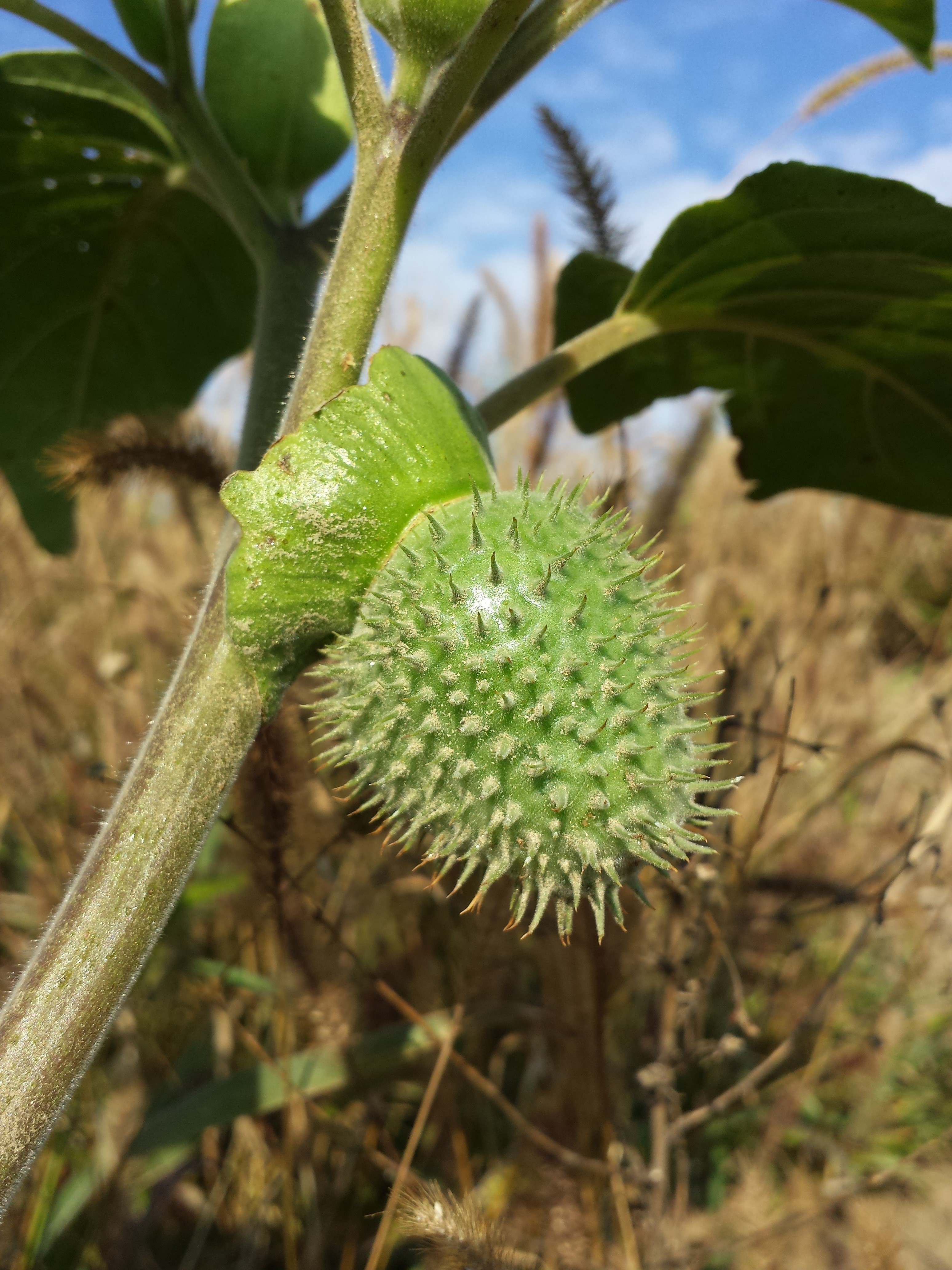
Nickende, stachelige Frucht

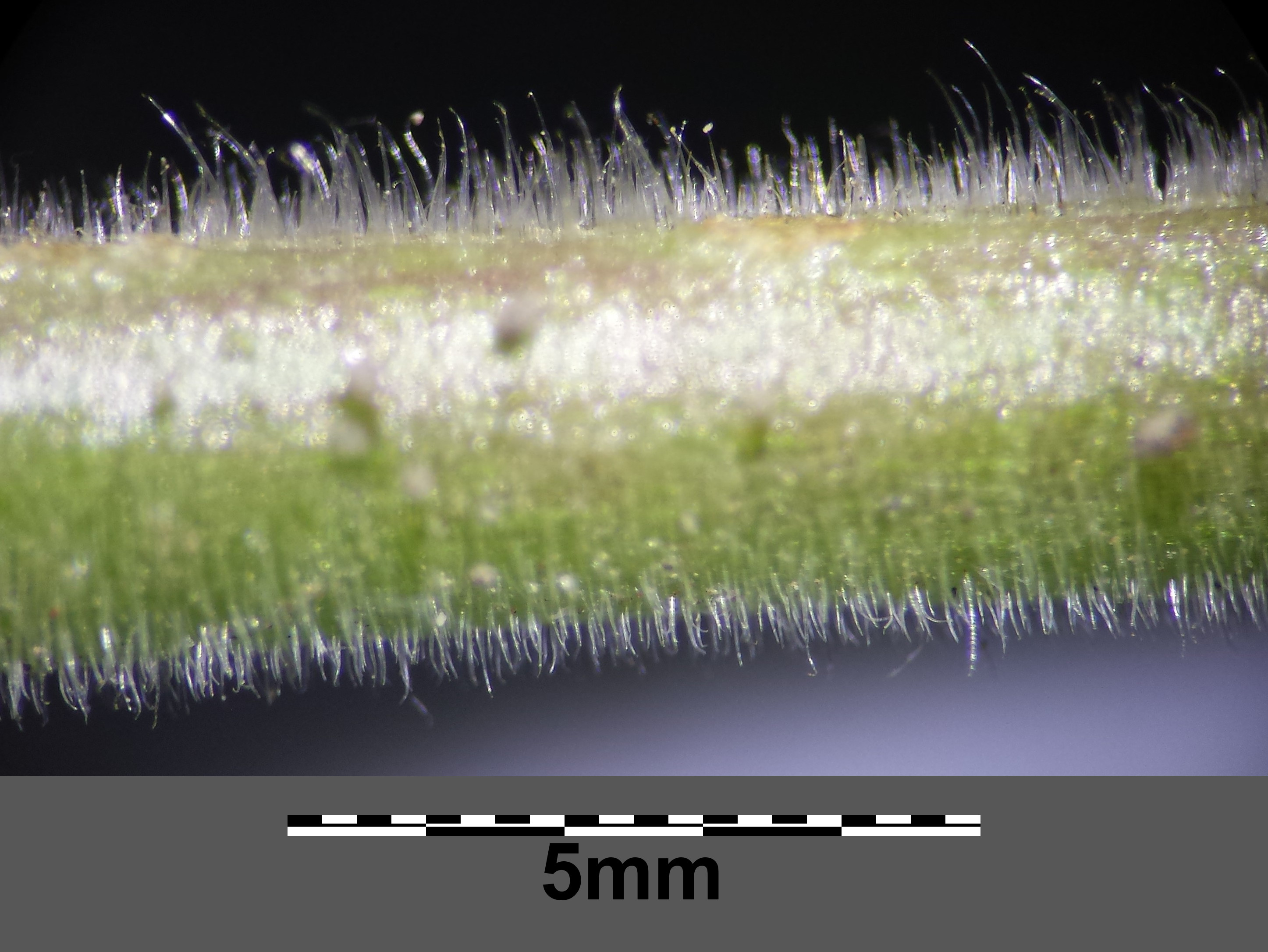
Drüsenhaariger Stängel

## Vorkommen
Die Art ist in Mittelamerika beheimatet und in Mexiko, dem Verbreitungszentrum der Gattung, verbreitet und häufig, kommt aber heute fast weltweit in Regionen mit tropischem oder subtropischem Klima vor. Ob sie auch im südwestlichen Nordamerika einheimisch ist, oder die dortigen Vorkommen auf Einschleppung beruhen, ist umstritten. Sie wird teilweise als Zierpflanze verwendet und ist verbreitet aus der Kultur verwildert und als Neophyt eingebürgert, in Europa in der Mittelmeerregion. In Deutschland kommt sie in warmen Regionen als, unbeständiger, Neophyt vor.

## Taxonomie und Systematik
Die Art wurde von dem englischen Botaniker Philip Miller in seinem Werk Gardener's Dictionary (achte Auflage, 1768) erstbeschrieben. Sie wird innerhalb der Gattung Datura der Sektion Dutra zugeordnet; diese Position wurde durch phylogenomische Studien bestätigt. Der Artname wird abgeleitet von lateinisch noxia: Schaden, würde also in etwa „die Unschädliche“ bedeuten; dies wird davon abgeleitet, dass der Gehalt an giftigen Alkaloiden geringer sein soll als bei verwandten Arten. Über die Taxonomie bestand lange Zeit Unklarheit, Pflanzen, die der Art zuzuordnen sind, wurden häufig irrtümlich der Art Datura metel L. zugeordnet. Heute gilt es als wahrscheinlich, dass die, vorwiegend in Asien verbreitete, Datura metel ein in Kultur entstandener Abkömmling von Datura inoxia ist, der anschließend sekundär rückverwilderte. Auch der Name Datura  meteloides DC. ex Dunal wurde unter anderem auf diese Art bezogen, er ist in seiner Anwendung aber unklar und wird heute nicht mehr verwendet.
Für den botanischen Artnamen findet sich vielfach die Schreibung Datura innoxia, also mit zwei „n“. Diese entspricht nicht der Originalschreibung in der Erstbeschreibung, wäre aber als Emendation naheliegend, da die lateinische Form eigentlich als in-noxia zu bilden wäre. In solchen Fällen ist nach dem Nomenklatur-Code die Schreibweise zu korrigieren (Artikel 60). In der Fachliteratur finden sich nebeneinander bis heute aber beide Schreibweisen.

## Verwendung
In Mexiko sind aus der Pflanze hergestellte Liebestränke erwerbbar, die ins Getränk gegeben werden.